# إميل لور
إميل لور (بالفرنسية: Émile Laure)‏ هو عسكري فرنسي، ولد في 3 يونيو 1881 في آبت في فرنسا، وتوفي في 3 يوليو 1957 في هييريس في فرنسا.